# Kotzebue (Stati Uniti d'America)
Kotzebue (in inupiaq Qikiqtaġruk) è un comune degli Stati Uniti d'America, capoluogo del Borough di Northwest Arctic, nello Stato dell'Alaska.